# Gezaghebber (Nederlandse Antillen)
De gezaghebber was een bestuursorgaan op eilandelijk niveau in de Nederlandse Antillen en in zekere mate te vergelijken met de Nederlandse burgemeester maar is toch een apart figuur. Behalve eilandsorgaan was de gezaghebber ook lands- en koninkrijksorgaan. De Gezaghebber was voorzitter van de Eilandsraad en van het Bestuurscollege, vertegenwoordigde het eilandgebied in rechtsgedingen en was ook nog een zelfstandig eilandelijk orgaan van bestuur. Verder was  de gezaghebber ook plaatselijk hoofd van de politie, medewerker van de gouverneur en oefent het hoger toezicht uit ten behoeve van de regeringen van het Koninkrijk en van de Nederlandse Antillen.
Na de ontmanteling van de Nederlandse Antillen is de term gezaghebber nog steeds in gebruik op de BES eilanden.

## Geschiedenis

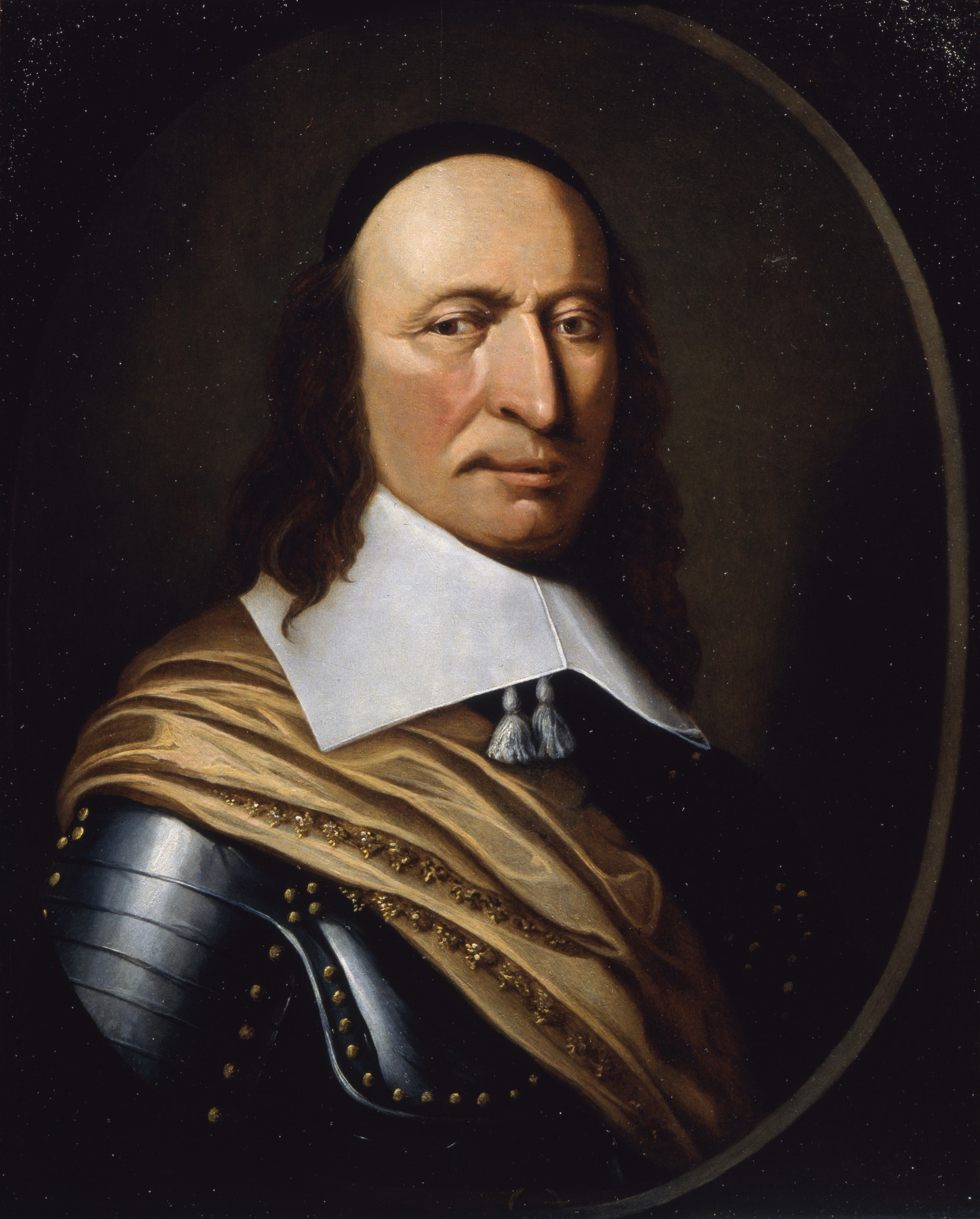
Peter Stuyvesant, Gouverneur van Nieuw-Nederland

De “kolonie Curaçao” werd vanaf de inbezitneming in 1634 door Johannes van Walbeeck voor de West-Indische Compagnie bestuurd door een “directeur”, eigenlijk een handelsagent met bestuursfuncties, onder de bevelen van een “generale vergadering” gekozen uit de “bewindhebbers” die benoemd worden door de Staten en de overheden van respectievelijk de participerende gewesten en steden. In 1647 werden de Benedenwindse Eilanden met Nieuw-Nederland verenigd onder gouverneurschap van Peter Stuyvesant. Dit duurde tot 1664 toen Nieuw-Nederland aan Engeland verloren ging. In 1674 werd de eerste West-Indische Compagnie vervangen door de Nieuwe West-Indische Compagnie. In 1791 werd dit bestuur ook opgeheven door de Staten-Generaal en werd het (bestuur) opgedragen aan de “Raad van Koloniën” die zich liet vertegenwoordigen door een gouverneur.
In 1828 werden alle West-Indische bezittingen verenigd onder een gouvernement-generaal. Koning Willem I kwam tot dit besluit met de hoop te bezuinigen. Suriname kreeg de leiding (gouverneur-generaal), de Kolonie Curaçao en Onderhorigheden kwamen onder een directeur, St. Maarten en Saba onder een commandeur. De titel gezaghebber vindt zijn oorsprong in het Reglement op het beleid van de Regering in de Kolonie Curaçao en Onderhorige Eilanden van 1834. In 1834 werden namelijk de titels directeur en commandeur vervangen door gezaghebber, terwijl Sint Maarten, die bij dit Reglement op een lijn werd gesteld met Curaçao en Onderhorigheden, een eigen gezaghebber kreeg.
In 1848 werd de administratieve scheiding uitgesproken tussen Suriname en Curaçao. Curaçao kreeg een gouverneur en de overige eilanden van “Curaçao en Onderhorigheden” kwamen onder een gezaghebber als hoogste gezagsdrager en vertegenwoordiger van de gouverneur. Dit bleef zo tot 1955. De figuur “gezaghebber” bleef sinds 1848 als hoogste gezagsdrager voortbestaan op de eilanden Aruba, Bonaire, St. Maarten, St. Eustatius en Saba met van de op Curaçao gevestigde gouverneur afgeleide bestuursbevoegdheden. Deze benaming is bij de Eilandenregeling Nederlandse Antillen (ERNA) om traditionele redenen behouden, nu echter voor een geheel andere ambtenaar, namelijk het hoofd van het eilandsbestuur der zelfstandige eilandgebieden.
Mede hierdoor is er een einde gemaakt aan zijn oude positie van ambtenaar van het centrale gezag, die in naam en onder bevelen van de gouverneur zijn bevoegdheden uitoefende.

## Eilandelijk bestuursorgaan
In de machtsstructuur van de eilandelijke bestuursorganen komt de gezaghebber op de derde plaats. De Eilandsraad en het Bestuurscollege gaan hem vooraf. Op eilandelijk niveau is de gezaghebber voorzitter van de Eilandsraad en van het Bestuurscollege, hij is belast met uitvoering van de besluiten van de Eilandsraad en van het Bestuurscollege, vertegenwoordigt het eilandgebied in rechtsgedingen en in buitenrechtelijke rechtsgedingen en is een eilandelijk orgaan van zelfbestuur.

### Voorzitterschap Eilandsraad en Bestuurscollege
De gezaghebber is voorzitter van de Eilandsraad en heeft daarin een raadgevende stem.  
De gezaghebber is voorzitter tevens lid van het Bestuurscollege. In dit college heeft hij een stem.  Bij staking van stemmen heeft hij zelfs een beslissende stem. 
Het is de taak van de gezaghebber om te zorgen voor de openbare orde in de vergaderingen van de Eilandsraad en van het Bestuurscollege. 
De gezaghebber ontvangt en opent alle aan de Raad of aan het Bestuurscollege gerichte stukken.

### Uitvoering van besluiten
Artikel 69 lid 2 ERNA belast de gezaghebber, behoudens de bepaling van artikel 57 lid 3 sub b ERNA, met de uitvoering van de besluiten van de Eilandsraad en van het Bestuurscollege. De uitvoering door het Bestuurscollege wordt administratieve uitvoering genoemd, de uitvoering door de gezaghebber wordt de daadwerkelijke uitvoering genoemd. In de praktijk houdt het Bestuurscollege zich vrijwel uitsluitend bezig met de uitvoering. De gezaghebber is ook belast met de afkondiging van eilandverordeningen en van eilandsbesluiten.

### Vertegenwoordiging van het eilandgebied

#### Rechtsgedingen
De gezaghebber vertegenwoordigt het eilandgebied in alle rechtsgedingen. Aangezien het eilandgebied zelf partij is in haar processen zowel eisend als verwerend, bestaat er geen bezwaar tegen de gezaghebber als getuige te horen in een door hem gevoerd rechtsgeding. Voor het voeren van een rechtsgeding is voorafgaande machtiging van de Eilandsraad vereist. De raad kan het Bestuurscollege machtigen om te besluiten tot het voeren van rechtsgedingen door het eilandgebied wanneer de rechtsvordering betreft het ontruimen van woningen, het invorderen van huurpenningen of de ontbinding van overeenkomsten ter zake van de huur van woningen of indien het eilandgebied dient op te treden in kort geding of enige rechtsvordering is ingesteld tegen het eilandgebied.

#### Buitenrechtelijk handelingen
De gezaghebber treedt voor het eilandgebied op in alle buitengerechtelijke rechtshandelingen, welke voor hetzelve moeten worden gedaan. Hij kan daartoe een gemachtigde aanwijzen.

### Orgaan van zelfbestuur
De gezaghebber wordt gezien als een apart orgaan van een eilandgebied. Een eilandgebied bestaat uit drie “zelfstandige” organen, namelijk de Eilandsraad, het Bestuurscollege en de gezaghebber. Het eilandgebied is verplicht medewerking te tonen bij de uitvoering van landsverordeningen of landsbesluiten, houdende algemene maatregelen.  Weigert de Raad zijn medewerking te geven dan springt het Bestuurscollege in.  Weigert het Bestuurscollege de gevorderde medewerking dan voorziet de gezaghebber hierin. Het Land behoud zijn bevoegdheid tot ingrijpen, op grond van artikel 58 lid 3 ERNA, op het terrein van het natuur- en milieubeheer. Indien de gezaghebber op zijn beurt niet meewerkt is de enige mogelijkheid die dan in theorie nog blijft zijn ontslag door de koninkrijksregering.

## Lands- en Rijksorgaan
Als Lands- en Rijksorgaan is de gezaghebber plaatselijk hoofd van politie, verleent hij de Regering bijstand bij het uitoefenen van het hoger toezicht en verleent de gouverneur in zijn hoedanigheid van koninkrijksorgaan en als hoofd van de regering medewerking en bijstand bij zijn uitvoerende taak.  

### Plaatselijk hoofd van de politie
Artikel 2 D2 ERNA bepaalt dat het politiewezen niet tot de zorg van een eilandgebied behoort. Maar artikel 73 ERNA bepaalt wel dat de gezaghebber plaatselijk hoofd van politie is. Het woord politie kan verschillende betekenissen hebben. Soms wordt het woord gebruikt in de zin van taak of functie van het politiepersoneel, soms in algemene zin van overheidsbeleid. 
Voor de vervulling van de politietaak bestaat in de Nederlandse Antillen een stelsel dat vergelijkbaar is met het Nederlandse stelsel. Daarbij is te onderscheiden tussen beheer en gezag. Uit de Politieregeling blijkt dat de beheerstaak ligt bij de minister van justitie. Wanneer de gezaghebber beheerstaken voor het politiekorps vervult, doet hij dat derhalve als mandataris van de minister van justitie.  Artikel 73 ERNA ziet dan ook niet op de beheerstaak. Voor de gezagstaken ligt dat anders. Het gezag over de politie is verdeeld over de procureur-generaal en de gezaghebber. De procureur-generaal is belast met de zorg voor de justitiële taak van de politie. Voor de handhaving van de openbare orde en de bescherming van personen en goederen (hulpverlening) staat de politie onder de bevelen van de plaatselijke hoofden van politie.  Ten aanzien van de handhaving van de openbare orde heeft de minister van justitie geen instructie bevoegdheid. Wel dient de gezaghebber aan de minister mededeling te doen van elke verstoring van de openbare orde met vermelding van de door hem genomen maatregelen.  Hieruit kan worden afgeleid dat de “openbare ordetaak” van de gezaghebber, een zelfstandige taak is. 
De gezaghebber in zijn kwaliteit van plaatselijke hoofd van politie is altijd landsorgaan; aangezien de politie altijd landsorgaan is; de politie is een landsdienst en de gezaghebber als eilandsorgaan kan geen bevelen geven aan de politie daar dit in strijd zou zijn met de decentralisatie gedachte. Ook de rechter beschouwt de gezaghebber in zijn kwaliteit van plaatselijk hoofd van politie als landsorgaan.

### Hoger toezicht
Het toezicht heeft het beperkte doel te voorkomen, dat eilandsorganen maatregelen treffen in strijd met hogere wettelijke regelingen en met het algemeen belang van het Koninkrijk dan wel van de Nederlandse Antillen. Aan de gezaghebber is het verlenen van bijstand bij hogere toezicht opgedragen ten behoeve van de regeringen van het Koninkrijk en van de Nederlandse Antillen.  Worden in Nederland het provinciaal bestuur en de burgemeester ingeschakeld om de Regering bij te staan bij de uitoefening van het hoger toezicht, in de Nederlandse Antillen, alwaar geen provinciaal bestuur bestaat, is slechts de gezaghebber hiertoe aangewezen.  
Artikel 98 lid 1 ERNA luidt als volgt:
Indien de gezaghebber vermeent, dat een eilandsverordening of een eilandsbesluit, houdende algemene maatregelen, in strijd is met een verdrag of een andere overeenkomst met een vreemde mogendheid of internationale organisatie, met een wet, met een algemene maatregel van bestuur, dan wel met het algemeen belang van het Koninkrijk, schort hij de afkondiging daarvan op.
Volgens M.P.Gorsira kan uit de bewoordingen “indien de gezaghebber vermeent” worden afgeleid dat de gezaghebber hierbij als dan ook zelfstandig bestuursorgaan optreedt. Inderdaad is de gezaghebber zelfstandige helper en medewerker van het centrale gezag maar hiertegenover kan worden gesteld dat de toezichthoudende taak van de gezaghebber zich beperkt tot het opschorten van de uitvoering van de besluiten van de Eilandsraad of van het Bestuurscollege.
In de praktijk speelt de politiek een grote rol bij de schorsing en vernietiging van de besluiten en beschikkingen die door de gezaghebber worden voorgedragen ter schorsing of vernietiging. Vaak komt het voor dat bepaalde besluiten door de gezaghebber naar voren worden gebracht ter vernietiging in het algemeen belang, maar waar dit algemeen belang niet overeenstemt met de partijenpolitiek gaat de laatste voor. 

### Medewerker van de gouverneur
Als medewerker van de Gouverneur-Koninkrijksorgaan onderhoudt de gezaghebber voortdurend contact met de vertegenwoordigers van buitenlandse mogendheden en stelt hij de Gouverneur op de hoogte van inlichtingen die voor hem van belang kunnen zijn. Hij doet de regering zelfstandig voorstellen tot het verlenen van ridderorden en adviseert haar met betrekking tot onderscheidingen. Hij geeft met inachtneming van ter zake gegeven instructies paspoorten af en adviseert de Gouverneur inzake nationaliteits-kwesties. 
Verder zijn de gezaghebbers als medewerkers van de Gouverneur-Landsorgaan onder andere aangewezen om namens de minister vergunningen tot verblijf of tijdelijk verblijf op de Nederlandse Antillen af te geven.
Verleent de gezaghebber bijstand en medewerking aan de regering dan treedt hij op als de verlengde hand van de regering.

## Benoeming en ontslag
De gezaghebber wordt door de Koning benoemd, geschorst en ontslagen. In aansluiting hierop bepaalt artikel 63 van de ERNA dat de gezaghebber door de Koning voor 6 jaar wordt benoemd. Wettelijk gezien benoemd de Koning de gezaghebber maar in de praktijk is gebleken dat de Landsregering dit doet. Het is nog nooit voorgekomen dat een ander dan in de voordracht vermeld persoon tot gezaghebber is benoemd, terwijl bijna altijd de eerste op de lijst tot gezaghebber is benoemd.
De gezaghebber is het enige eilandelijke ambt dat niet op grond van verkiezingen wordt bekleed maar benoemd wordt. De benoemingsprocedure loopt als volgt:
Wanneer het gezaghebbersambt openvalt stuurt de Regering van de Nederlandse Antillen, normaliter,  een aanbeveling van drie personen naar de minister voor Koninkrijksrelaties in Nederland. Vervolgens wordt de aanbeveling in de Koninkrijksministerraad behandeld. In de Koninkrijksministerraad wordt de voordracht aan de Koning tot benoeming van de gezaghebber opgemaakt en de gezaghebber wordt overeenkomstig deze voordracht door de Koning bij Koninklijk Besluit benoemd. 
De benoeming voor 6 jaar biedt de mogelijkheid dat periodiek kan worden nagegaan of de gezaghebber nog de juiste persoon voor dat ambt is. In de praktijk speelt de politiek weleens een belangrijker rol bij de herbenoeming dan geschiktheid. De huidige wettelijke regeling biedt de gezaghebber geen enkele waarborg tegen ongevraagd ontslag of niet-herbenoeming.
In Nederland bepaalt artikel 9 van het Rechtspositiebesluit van de burgemeester zelfs dat ongevraagd ontslag of niet herbenoeming niet plaatsvindt dan nadat de burgemeester in de gelegenheid is gesteld door de minister te worden gehoord. In de Nederlandse Antillen bestaat zo’n dergelijke bepaling niet.
In de praktijk blijkt, aldus Gorsira, dat een burgemeester het heel bont moet hebben gemaakt om tussentijds te worden ontslagen of niet in aanmerking voor herbenoeming te worden gebracht. Ook al glijdt de burgemeester in zijn privéleven weleens ernstig uit, dan pleegt de minister, als het vertrouwen in de gemeente niet blijkt te zijn geschokt, de hand wel meestal over het hart te strijken.  
Dit neemt niet weg, dat van gezagsdragers als de burgemeesters verwacht mag worden, dat zij in de eerste plaats het voorbeeld geven. En dit geldt ook voor de gezaghebbers. De gezaghebber kan alleen door of via de Koning worden ontslagen. Dit houdt in dat de Koninkrijksregering de gezaghebber kan ontslaan. Tot dusver is er maar eenmaal een gezaghebber ontslagen: in 1994 kreeg de gezaghebber van St. Maarten zijn congé. 

### Eisen voor benoembaarheid
Aan de Kroon is bij benoeming van de gezaghebber niet geheel de vrije hand gelaten. In de eerste plaats zijn enige eisen gesteld, waaraan de gezaghebber moet voldoen en in de tweede plaats zijn enige betrekkingen met zijn ambt onverenigbaar verklaard. 

#### Vereisten
Om tot het gezaghebbersambt benoemd te kunnen worden moet men Nederlander zijn, te beoordelen naar de Rijkswet op het Nederlanderschap, niet uitgesloten zijn van het kiesrecht, niet ontzet zijn van verkiesbaarheid, de ouderdom van 30 jaar hebben vervuld en woonplaats hebben in het eilandgebied waarvan men gezaghebber is.
De gestelde eisen moeten worden voldaan op het tijdstip van benoeming. Iemand die nog geen dertig jaar is, mag dus niet worden benoemd, ook al zou hij bij aanvaarding van het ambt die leeftijd wel hebben bereikt. Verliest de gezaghebber een der vereisten voor zijn ambt, dan houdt hij niet automatisch op gezaghebber te zijn. Hiervoor is een uitdrukkelijk ontslagbesluit nodig.

#### Incomptabiliteiten
Bloed- of aanverwantschap tot en met de tweede graad of huwelijk mag niet bestaan tussen de gezaghebber en de leden van de raad, noch tussen de leden onderling.  Deze bepaling komt overeen met die van artikel 49 van de Staatsregeling, met dien verstande dat ook tussen de gezaghebber en de leden van de raad geen huwelijk of bloed- of aanverwantschap mag bestaan. In tegenstelling tot de Staten mogen zwagers wel tegelijk lid van de raad zijn. 
Wanneer personen, die in dergelijke gevallen verkeren, tegelijkertijd gekozen worden, wordt toegelaten hij, die de meeste stemmen verkreeg, en, bij gelijke stemmen, de oudste. Indien in laatstbedoeld geval ook de leeftijden gelijk zijn, beslist het lot.  
Indien een van deze leden de gezaghebber is, dan wordt de andere persoon niet toegelaten en blijft de gezaghebber zijn ambt bekleden. Komt een raadslid na zijn toelating in dergelijke gevallen te verkeren dan hoeft hij niet af te treden vóór afloop van zijn zittingsperiode.
Verder is het lidmaatschap van de raad, en dus ook voor de gezaghebber, onverenigbaar met de betrekking of functie van militair in werkelijke dienst, diplomatiek vertegenwoordiger van een vreemde mogendheid, beroepsconsul, lid van de Regeringsraad, lid of buitengewoon lid van de Raad van Advies, procureur-generaal, griffier der Staten, secretaris van het eilandgebied, ambtenaar met het ontvangen of uitgeven van gelden van het eilandgebied belast of aan enige aan het bestuur van het eilandgebied ondergeschikte administratie rekenplichtig en met de functie van Geneeskundige belast of mede belast met de armenpraktijk van een overheidsdienst
Aan de eilandsverordening wordt overgelaten te bepalen welke andere betrekkingen dan de genoemde met het lidmaatschap van de raad onverenigbaar worden geacht.

### Benoeming door de Koning
De hoofdoverweging waarom de benoeming van de gezaghebber werd toevertrouwd aan de Koning is dat de benoeming buiten de sfeer van de plaatselijke belangen diende te worden gehouden zodat zij niet een voorwerp zou worden van de belangenstrijd.
De Staten van de Nederlandse Antillen tekenden tijdens een parlementaire behandeling bezwaar tegen het feit, dat geen enkele lokale instelling in de benoeming zou worden ingeschakeld. Zij adviseerden, dat de Landsregering en de Eilandsraad van het betrokken eilandgebied zouden moeten worden gehoord en dat voor benoeming alleen ingezetenen van de Nederlandse Antillen in aanmerking zouden mogen komen. 
Dit laatste is in de uiteindelijke versie van artikel 63 ERNA opgenomen, een hoorplicht stuitte echter op verzet zowel bij de Nederlandse Regering als bij Aruba. Aruba voelde niets voor het horen van de Landsregering, Nederland wilde daarnaast de benoeming ook geheel buiten de sfeer van de plaatselijke belangen houden.  Artikel 63 ERNA bevat in geen enkel opzicht een hoorplicht. In de praktijk worden zowel de Landsregering als de betrokken Eilandsraad gehoord. Van het advies van deze instanties wordt normaliter niet afgeweken. 
Soms zet de Landsregering de reeds in dienst zijnde gezaghebber op de derde plaats op de lijst van aanbevolen personen, omdat men hem niet graag herbenoemd zag daar zich nogal fricties voordeden tussen de Landsregering en de betreffende gezaghebber. Toch werd de reeds in dienst zijnde gezaghebber door de Kroon herbenoemd. Om dit te vermijden werden gezaghebbers die men niet meer herbenoemd wilde zien, niet meer op de lijst geplaatst. Men is er in de praktijk zelfs toe overgegaan meerdere malen slechts één persoon in de brief van aanbevelingen te vermelden.
Juridisch gezien wordt de gezaghebber door de Kroon benoemd maar in de praktijk blijkt meestal dat hij indirect wordt gekozen door de Landsregering van de Nederlandse Antillen.